# Elecciones generales de Togo de 1961
Las elecciones generales se llevaron a cabo en Togo el 9 de abril de 1961, siendo las primeras elecciones después de la independencia. El candidato Sylvanus Olympio fue elegido Presidente de la República sin oposición y su partido, el Partido de la Unidad Togolesa, era el único legal del país, obteniendo 52 escaños en la Asamblea Nacional.

## Resultados

### Presidencial
| Candidato                          | Partido                            | Votos   | %    |
| ---------------------------------- | ---------------------------------- | ------- | ---- |
| Sylvanus Olympio                   | Partido de la Unidad Togolesa      | 590.938 | 100  |
| Votos en blanco/inválidos          | Votos en blanco/inválidos          | 3.779   | –    |
| Total                              | Total                              | 564.617 | 100  |
| Votantes registrados/participación | Votantes registrados/participación | 627.688 | 90.0 |
| Fuente: Nohlen et al.              |                                    |         |      |

| Partido                            | Votos                              | %       | Escaños | +/– |
| ---------------------------------- | ---------------------------------- | ------- | ------- | --- |
| Partido de la Unidad Togolesa      | 590.938                            | 100     | 52      | +23 |
| Votos en blanco/inválidos          | 3.779                              | –       | –       | –   |
| Total                              | Total                              | 564.617 | 100     |     |
| Votantes registrados/participación | Votantes registrados/participación | 627.688 | 90.0    |     |
| Fuente: Nohlen et al.              |                                    |         |         |     |